# Rigs of Rods
『Rigs of Rods』（リグス オブ ロッズ、RoR）は主に各種車両の変形を扱うFOSSのシミュレーションゲームである。シャシ (自動車)や車輪などのノードネットワークを計算する衝突物理エンジンBeamを採用しており、車両や荷重の柔軟性や変形度合いを描画する。 

## シミュレーション

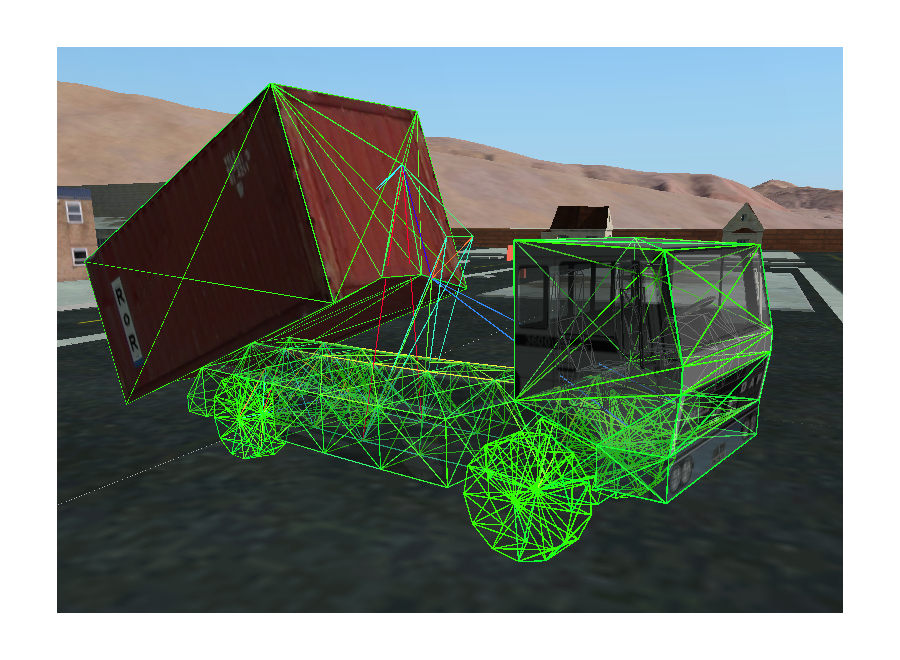
DAF (自動車メーカー) のAmplirollの描画例

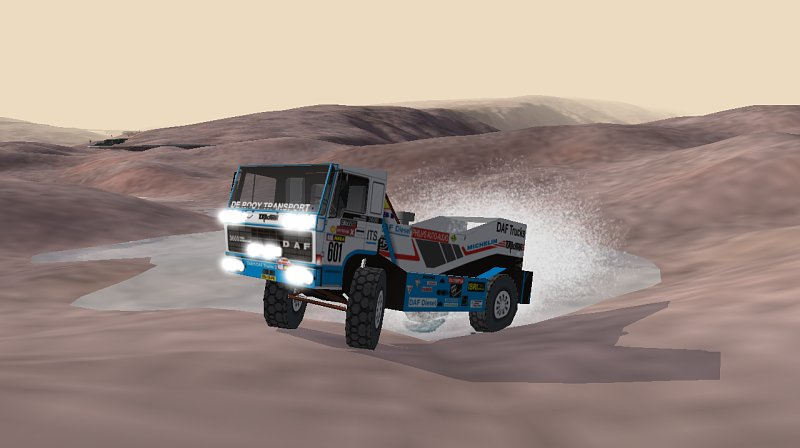
DAF (自動車メーカー) のTurboTwinの描画例

開発当初はオフロードトラック専門であったが、後に対象を拡大した。
Ver0.28以前は典型的な車両に限定していたが、後に飛行機や船を追加した。車両の設定はプレーンテキストで保存され、ポリゴンメッシュ描画により3次元で表示される。 
ゲームのクリア条件は設定されていないが、路上やドラッグレース場などのチェックポイント通過のようなゲームも楽しめる。スクリプトエンジンはLuaからVer0.38以降はAngelScript  に切り替えられた。最大64人までのマルチプレイに対応している。

## BeamNG.driveとの関係
2011年より開発されているBeamNG.driveには本作の開発チームが参加しており、さまざまな箇所に本作で得たノウハウが活かされている。